# Gheorghe Apostol
Gheorghe Apostol (ur. 16 maja 1913 w Tudor Vladimirescu, zm. 21 sierpnia 2010 w Bukareszcie) – rumuński działacz komunistyczny, sekretarz generalny Rumuńskiej Partii Robotniczej w latach 1954–1955.
Do partii komunistycznej wstąpił w 1934. Podczas wojny uwięziony, uwolniony w 1944 r., gdy Rumunia zmieniła front i wkroczyła doń Armia Czerwona. Znalazł się w kierownictwie partii we frakcji skupionej wokół jej generalnego sekretarza, Gheorghe Gheorghiu-Deja.
Po śmierci Józefa Stalina Gheorghiu-Dej obawiał się, że ewentualne zmiany w polityce kierownictwa KPZR będą skutkowały jego usunięciem. Z tego powodu Dej z jednej strony usunął ostatnich konkurentów (większość polityków konkurencyjnych frakcji wyeliminował już wcześniej), którzy mogli być wykorzystani do zastąpienia go, a z drugiej zadecydował o zabezpieczeniu swojej pozycji poprzez przeprowadzenie w 1954 r. fasadowych zmian w kierownictwie partii. Pozostawił sobie jedynie stanowisko premiera Rumunii, zaś ustąpił z funkcji generalnego sekretarza partii komunistycznej. Funkcję tę oddał swojemu stronnikowi, właśnie Gheorghe Apostolowi. Jednak Apostol pełnił tę funkcję tylko do jesieni 1955 r., kiedy Dej ustabilizował swoją pozycję i na powrót został generalnym sekretarzem partii.
Po śmierci Gheorghiu-Deja w 1965 r. Apostol stał się jednym z głównych uczestników walki o władzę. Jednak, choć to zapewne Apostola zmarły dyktator przewidywał na swego następcę, zwycięstwo odniósł Nicolae Ceaușescu. Ten zachował początkowo swoich konkurentów na wysokich stanowiskach (Apostol był w tym czasie jednym z wicepremierów Rumunii i stał na czele organizacji związków zawodowych), z czasem jednak zaczął odsuwać ich od kierownictwa partią i państwem, przydzielając mniej znaczące funkcje lub marginalizując zajmowane przez nich stanowiska poprzez reorganizacje.
Apostol pojawił się na arenie publicznej wiosną 1989 r. Był jednym z sześciu sygnatariuszy otwartego listu skierowanego 10 marca do Nicolae Ceaușescu i opublikowanego przez BBC, w którym otwarcie skrytykowana została polityka dyktatora (m.in. urbanizacja wsi, polityka wobec mniejszości narodowych). List ten, choć odbił się szerokim echem na Zachodzie, nie spowodował oczekiwanej przez autorów mobilizacji członków partii i odsunięcia Ceaușescu od władzy, a jego autorzy zostali umieszczeni w areszcie domowym.